# 堀龍彦
堀 龍彦（ほり たつひこ、1995年4月4日 - ）は、日本の陸上競技選手。専門は長距離走。福岡県大牟田市出身。大牟田高校、東洋大学経済学部卒業。九電工陸上競技部に所属していた。

## 来歴・人物
- 中学時代は持ち前のスピードを武器に全日本中学校陸上競技選手権大会に800m,1500mの2種目で出場したが、800mは準優勝敗退。1500mは予選敗退という結果に終わった。
- 高校時代は全国高校総体1500m7位、国体3000m4位、全国高校選抜10000m優勝など様々な結果を残した。3年生時は大牟田高校の主将を務め、全国高校駅伝では4区を担当。区間2位、区間歴代8位の好走でチーム総合は2位[1]。
- 2014年1月に行われたひろしま男子駅伝では福岡県チームで1区を担当し、区間賞を獲得。チーム総合8位入賞に貢献した[2]。
- 高校卒業後は駅伝の強豪、東洋大学に進学。しかし1年生時は膝の大怪我に泣かされ、大学三大駅伝は病院のテレビで観戦した。その時当時3年生の服部勇馬に「堀、来年はお前も一緒に戦おう。」と励まされた。
- 2年生時は復活し1500mと5000mとベストタイムを出した。特に1500mは日本歴代41位になった。2015年10月に開催された第27回出雲駅伝にエントリーされたが出番は無かった。
- 同年11月に開催された第47回全日本大学駅伝は7区の走者に選ばれ、大学駅伝デビュー。序盤2kmで青山学院大学の橋本崚に追いつかれたものの、4km過ぎた辺りから徐々に差を広げ2位と27秒差を付け、アンカー上村和生に襷を渡し、35分10秒と区間賞となり、チームはそのままトップでフィニッシュし初の大学日本一に貢献した。
- 2016年1月に開催された第92回箱根駅伝は、1区にエントリーされたものの、当日に上村和生に変更された。
- 3年生になると、昨年度三大駅伝の出雲、全日本に出場した野村峻哉と同学年の5000m13分台の竹下和輝と共に主力、エースとして期待された。
- 2017年1月2日-3日の第93回箱根駅伝では、6区を任されたが、前のチームとの差を広げてしまい、区間13位という結果になった。
- 同年2月3日には、4年生となる2017年度の新チームの副将に任命され、新主将の野村峻哉をサポートし、もう2人の竹下和輝と小早川健と共にチームを引っ張り、王座奪還を目指したが、第94回箱根駅伝にエントリーされなかった。
- 卒業後も九電工に入社し、競技を続けた。

## 戦績

### 主な戦績
| 年   | 大会                                       | 種目            | 順位 | 記録          | 備考                              |
| ---- | ------------------------------------------ | --------------- | ---- | ------------- | --------------------------------- |
| 2010 | 第37回全日本中学校陸上競技選手権大会       | 800m予選第7組   | 2位  | 2分00秒24     | 準決勝進出                        |
| 2010 | 第37回全日本中学校陸上競技選手権大会       | 800m準決勝第3組 | 4位  | 2分00秒12     | 決勝進出ならず                    |
| 2010 | 第37回全日本中学校陸上競技選手権大会       | 1500m予選第1組  | 5位  | 4分09秒70     | 決勝進出ならず                    |
| 2011 | 第66回国民体育大会陸上競技                 | 3000m決勝       | 4位  | 8分21秒85     |                                   |
| 2013 | 第66回全国高等学校総合体育大会陸上競技大会 | 1500m決勝       | 7位  | 3分50秒96     |                                   |
| 2013 | 第66回全国高等学校総合体育大会陸上競技大会 | 5000m決勝       | 11位 | 14分31秒23    |                                   |
| 2013 | 第1回全国高等学校陸上競技選抜大会          | 10000m決勝      | 優勝 | 31分09秒02    | 3位は小早川健                     |
| 2014 | トライアルin伊勢崎ウインター競技会         | 3000m           | 8着  | 8分27秒13     | 大学デビュー                      |
| 2015 | 平国大長距離記録会                         | 1500m           | 2着  | 3分48秒61     | 日本インカレA標準突破             |
| 2015 | 日体大長距離記録会                         | 1500m           | 1着  | 3分47秒30     | 日本選手権A標準突破               |
| 2015 | 関東インカレ                               | 1500m           | 7位  | 3分47秒77     |                                   |
| 2015 | 日体大長距離競技会                         | 5000m           | 不明 | 14分14秒63    |                                   |
| 2015 | 日本陸上競技選手権大会                     | 1500m           | 8着  | 3分52秒53     | 予選敗退                          |
| 2015 | 2015ホクレン・ディスタンスチャレンジ北見   | 1500m           | 2位  | 3分42秒51     | 自己ベスト                        |
| 2015 | 2015ホクレン・ディスタンスチャレンジ網走   | 5000m           | 23位 | 13分54秒39    | 自己ベスト                        |
| 2015 | 出雲市陸協長距離競技会                     | 5000m           | 3着  | 14分07秒26    |                                   |
| 2015 | 小江戸川越ハーフマラソン                   | ハーフマラソン  | 16位 | 1時間08分04秒 |                                   |
| 2016 | 日体大長距離記録会                         | 1500m           | 不明 | 3分45秒92     | 日本選手権、関東インカレA標準突破 |
| 2016 | 関東インカレ                               | 1500m           | 3位  | 3分50秒66     |                                   |
| 2016 | 日体大長距離記録会                         | 5000m           | 不明 | 14分47秒95    |                                   |
| 2016 | 日本陸上競技選手権大会                     | 1500m           | 6着  | 3分46秒69     | 予選敗退                          |
| 2016 | 日体大長距離記録会                         | 10000m          | 不明 | 30分44秒88    |                                   |
| 2016 | 上尾シティハーフマラソン                   | ハーフマラソン  | 44位 | 1時間03分46秒 | 自己ベスト                        |
| 2017 | 神奈川マラソン                             | ハーフマラソン  | 13位 | 1時間03分32秒 |                                   |

## 駅伝戦績

### 全国高校駅伝
| 学年  | 年(回)         | 区間 | 区間順位 | 記録     |
| ----- | -------------- | ---- | -------- | -------- |
| 1年生 | 2011年(第62回) | 7区  | 区間8位  | 14分44秒 |
| 2年生 | 2012年(第63回) | 3区  | 区間15位 | 24分38秒 |
| 3年生 | 2013年(第64回) | 4区  | 区間2位  | 23分12秒 |

### 大学三大駅伝
| 学年             | 出雲駅伝        | 全日本大学駅伝             | 箱根駅伝                          |
| ---------------- | --------------- | -------------------------- | --------------------------------- |
| 1年生 (2014年度) | 第26回 大会中止 | 第46回 不出場              | 第91回 不出場                     |
| 2年生 (2015年度) | 第27回 不出場   | 第47回 7区-区間賞 35分10秒 | 第92回 不出場                     |
| 3年生 (2016年度) | 第28回 不出場   | 第48回 不出場              | 第93回 6区-区間13位 1時間00分42秒 |
| 4年生 (2017年度) | 第29回 不出場   | 第49回 不出場              | 第94回 不出場                     |

## 自己ベスト
| 種目           | 大会                                     | 年            | 記録          | 備考 |
| -------------- | ---------------------------------------- | ------------- | ------------- | ---- |
| 1500m          | ホクレン・ディスタンスチャレンジ北見大会 | 2015年7月12日 | 3分42秒51     |      |
| 3000m          | トライアルin伊勢崎ウインター競技会       | 2014年7月20日 | 8分27秒13     |      |
| 5000m          | ホクレン・ディスタンスチャレンジ網走大会 | 2015年7月16日 | 13分54秒39    |      |
| 10000m         | タイムトライアルin長崎                   | 2012年12月2日 | 30分38秒21    |      |
| ハーフマラソン | 神奈川マラソン                           | 2017年2月5日  | 1時間03分32秒 |      |